# Carl von Linné-plaketten
Carl von Linné-plaketten utdelas årligen av Svensk Biblioteksförening på eller i anslutning till Selma Lagerlöfs födelsedag den 20 november till "den eller de personer som framställt föregående års bästa fackbok för barn eller ungdomar". Prissumman är på 25 000 kronor (2023).

## Pristagare
| År   | Pristagare                               | Bok                                                         |
| ---- | ---------------------------------------- | ----------------------------------------------------------- |
| 1999 | Kerstin Nilsson, Ulf Lundkvist           | Se huset                                                    |
| 2000 | Hans Persson, Lotta Glave, Anders Nyberg | Nyfiken på naturvetenskap                                   |
| 2001 | Eva Töllborg, Martin Ehrling             | Dadlar och datorer – vardag och fest på den arabiska halvön |
| 2002 | Sassa Buregren                           | Demokratihandboken                                          |
| 2003 | Kristina Lindström, Anna-Clara Tidholm   | Flickornas historia, Europa                                 |
| 2004 | Sven Zetterlund, Ingegerd Zetterlund     | Masai Mara                                                  |
| 2005 | Anna Ribbing, Mati Lepp                  | Bananflugor och kramsnö: Hur ser orden ut?                  |
| 2006 | Jonathan Lindström                       | Allt om universum: stjärnor, galaxer och kosmiska mysterier |
| 2007 | Lisa Bjärbo, Elin Lindell                | Stora syndboken                                             |
| 2008 | Helen Rundgren, Anna Lindqvist           | Dumma mygga!                                                |
| 2009 | Lena Victorin                            | Take a look at dig själv!                                   |
| 2010 | Ulf Sindt, Jens Ahlbom                   | Landet mellan floderna                                      |
| 2011 | Karin Bergqvist                          | Så doftar blomman                                           |
| 2012 | Björn Bergenholtz                        | Känn igen 25-serien                                         |
| 2013 | Stefan Casta, Maj Fagerberg              | Humlans herbarium, Flora Växtpress & Herbarium              |
| 2014 | Sarah Sheppard                           | Viktiga kartor: för äventyrare och dagdrömmare              |
| 2015 | John och Hanna Hallmén                   | Minimonster i naturen                                       |
| 2016 | Mats Vänehem                             | Vikingar                                                    |
| 2017 | Moa-Lina Olbers Croall                   | I mitt namn: en bok om att vara trans                       |
| 2018 | Eva Susso och Anna Höglund               | Alla frågar sig varför                                      |
| 2019 | Josefin Johansson och Jonna Björnstjerna | Drottningsylt                                               |
| 2020 | Maja Säfström                            | Fantastiska fakta om djurungar                              |
| 2021 | Rasmus Åkerblom och Erik Svetoft         | Underverkligheten                                           |
| 2022 | Elaf Ali                                 | Vem har sagt något om kärlek?                               |
| 2023 | Lina Blixt och Bengt-Erik Engholm        | Korpen - Fakta och myter                                    |
| 2024 | Elin Hägg                                | Sex - en historisk resa                                     |

### Fotnoter
1. 1 2  ”Carl von Linné-plaketten”. Svenska barnboksinstitutet. Arkiverad från originalet den 30 maj 2016. https://www.webcitation.org/6htFM3puB?url=http://www.sbi.kb.se/sv/Utgivning-och-statistik/Priser-och-beloningar/Priser/Carl-von-Linne-plaketten/. Läst 1 mars 2016.
2. ↑  ”Carl von Linné-plaketten”. Svensk biblioteksförening. Arkiverad från originalet den 5 maj 2012. https://web.archive.org/web/20120505081644/http://www.biblioteksforeningen.org/index.php/var-verksamhet/utmarkelser/carl-von-linne-plaketten/. Läst 13 juni 2024.
3. ↑  Vinnare av Carl von Linné-plaketten
4. ↑  Carl von Linné-plaketten till Josefin Johansson och Jonna Björnstjerna Läst 10 november 2019
5. ↑  
Carl von Linné-plaketten till Maja Säfström Läst 14 september 2020
6. ↑  Saskia Rubensson (3 september 2024). ”Elin Hägg tilldelas Carl von Linné-plaketten”. Svensk biblioteksförening. https://www.biblioteksforeningen.se/nyheter/elin-hagg-tilldelas-carl-von-linne-plaketten/. Läst 16 oktober 2024.